# Liste des évêques et archevêques de Modène
Cette liste recense les évêques qui se sont succédé sur le siège de Modène. Le 22 août 1855, il est élevé au rang d'archidiocèse métropolitain. Le 23 septembre 1902, l'abbaye de Nonantola est nommée suffragante de l'archidiocèse de Modène puis rattachée à ce diocèse le 1er mai 1906. En 1986, à la suite du décret Instantibus votis de la Congrégation pour les évêques, l'union des deux sièges est établie et la nouvelle circonscription ecclésiastique prend le nom actuel d'archidiocèse de Modène-Nonantola.

## Évêques
- Cleto † (vers 270)
- Dionisio † (325)
- Antonino † (?)
- Géminien † (341 - 349)
- Teodoro † (349)
- Geminiano † (390)
- Teodulo † (vers 398)
- San Geminiano † (420)
- Gregorio † (482)
- Bassiano (Basso, Cassiano) † (501)
- Pietro † (679)
- Martino † (vers 693)
- Giovanni † (744)
- Lupicino † (749)
- Geminiano † (752 - ?)
- Gisio † (vers 796)
- Diodato (Deusdedit) † (818 - 840?)
- Giona † (841)
- Ernido † (861)
- Walperto † (865)
- Leodoino † (871)
- Giovanni † (898)
- Gamenolfo † (898 - 902)
- Gotifredo † (902 - ?)
- Ardingo † (? - 943)
- Guido † (944 - ?)
- Ildebrando † (969 - 993)
- Giovanni † (993)
- Varino † (1003 - ?)
- Ingone † (1023)
- Uberto (Guiberto, Viberto) † (1038 - ?)
- Eriberto (Umberto, Erberto, Ariberto) † (1054 - 1085 déposé)
- Benedetto † (1085 - 1097)
- Egidio † (1097)
- Dodone † (1100 - 1136)
- Ribaldo † (1136 - ?)
  - Ildebrando Grassi (1148-1156) (administrateur)
- Enrico † (1157 - 1173)
- Ugo † (1174–1179)
- Ardizio † (1179 - 1194)
- Egidio Garzoni † (1194 - 1207, nommé archevêque de Ravenna)
- Martino † (1207 - 1221)
- Guglielmo di Savoia † (1222 - 1233)
- Alberto Boschetti † (1234 - 1264)
- Matteo de' Pii † (1264 - 1276)
- Ardizio Conti † (1280 - 1287)
- Filippo Boschetti, O.F.M. † (1287 - 1290)
- Jacopo † (1290 - 1311)
- Bonadamo Boschetti † (1311-1313)
- Bonincontro da Floriano † (1313-1318)
- Guido Ier de Baisio † (1318 - ?)
  - Rolando (Orlando) † (1329 - 1330 déposé)
- Bonifazio † (1337 - 1340, nommé évêque de Como)
- Alemanno Donati, O.F.M. † (1340 - 1352)
- Beato Aldobrandino d'Este † (1352 - 1377, nommé évêque de Ferrara)
- Guido II de Baisio † (1380 - 1382, nommé Ferrara)
- Dionisio Restani, O.S.A. † (1383 - 1400)
- Pietro Boiardo † (1400 - 1401, nommé archevêque de  Ferrara)
- Nicolò Boiardo † (1401 - 1414)
- Carlo Boiardo † (1414 - 1436)
- Scipione Manenti † (1436 - 1444)
- Jacopo Antonio della Torre † (1444 - 1463, nommé évêque de  Parma)
- Delfino della Pergola † (1463 - 1465)
- Nicolò Sandonnini † (1465-1479, nommé évêque de   Lucca)
- Gian Andrea Bocciazzi † 1479-1495)
- Giambattista Ferrari † (1495-1502)
- Francesco Ferrari † (1502-1507)
  - Hippolyte Ier d'Este (1507-) (administrateur)
- Ercole Rangoni † (1509 - 1527)
- Pirro Gonzaga † (1527 - 1529)
- Giovanni Gerolamo Morone † (1529-1550)
- Egidio Foscherani, O.P. † (1550 - 1564)
- Giovanni Gerolamo Morone † (1564 - 1571) (deuxième fois)
- Sisto, O.P. † (1571–1590)
- Giulio Canani † (1591 - 1592)
- Gaspare Silingardi † (1593-1607)
- Lazaro Pellizzari, O.P. † (1607 - 1610)
- Pellegrino Bertacchi † (1610 - 1527)
- Alessandro Rangoni † (1628 - 1640)
- Opizzone d'Este † (1640 - 1645)
- Roberto Fontana † (1646 - 1654)
- Ettore Molza † (1655-1679)
- Carlo Molza † (1679-1690)
- Ludovico Masdoni † 1691-1716)
- Stefano Fogliani † (1717-1742)
- Ettore Molza, Sch.P. † (1743-1745)
- Giuliano Sabbatini † (1745-1757)
- Giuseppe Maria Fogliano † (1757-1783)
- Tiburzio Cortese † (1786-1823)
- Giuseppe Emilio Sommariva † (1824-1829)
- Adeodato Caleffi, O.S.B. † (1830-1837)
- Luigi Reggianini † (1838-1847)
- Luigi Ferrari † (1848-1851)
- Francesco Emilio Cugini † (1852-1855)

## Archevêques
- Francesco Emilio Cugini † (1855-1872)
- Giuseppe Maria delli Guidelli † (1872-1889)
- Carlo Maria Borgognini † (1889 - 1900)
- Natale Bruni † (1900 - 1926)
- Giuseppe Antonio Ferdinando Bussolari, Frères mineurs capucins † (1926-1939)
- Cesare Boccoleri † (1940-1956)
- Giuseppe Amici † (1956-1976)
- Bruno Foresti (1976-1983, nommé archevêque de Brescia)
- Santo Bartolomeo Quadri † (1983-1996)
- Benito Cocchi (1996 - 2010)
- Antonio Lanfranchi (it) (2010 - †2015)
- Erio Castellucci (it) (depuis 2015)